# Odds BK
Odds BK är en idrottsklubb från Skien i Telemark fylke i Norge. Föreningen bildades 1885 som IF Odd, fotbollsklubben 1894. År 1994 inledde Odd ett samarbete med Pors. Tillsammans ville klubbarna representera Grenland, varför Pors namnändrades till Pors Grenland 1995 och året efter ändrades Odds namn till Odd Grenlands BK. Till säsongen 2013 återtogs dock namnet Odds BK.
Klubben är tolvfaldiga cupmästare i Norge (senast 2000) och har slutat på andra plats i Tippeligaen vid två tillfällen (1950/1951 och 1956/1957). Odd har tillhört Tippeligaen sedan säsongen 1999, med undantag för 2008. Klubben föll ur serien 2007  efter att ha förlorat emot  FK Bodø/Glimt i kvalspel men vann Adeccoligaen 2008. Efter återkomsten har laget slutat på fjärde plats (2009), femte plats (2010 och 2011), tionde plats 2012, sjunde plats 2013 och tredje plats 2014.
Bland profilerna märks Tommy Svindal Larsen, Morten Fevang, Anders Rambekk och Alex Valencia. Klubben tränas av Dag Eiliv Fagermo.
Som den äldsta fotbollsklubben i landet blev Odds BK medlem av Club of Pioneers 2017.

## Spelare

### Spelartruppen
| Nr | Land     | Pos | Namn                      |
| -- | -------- | --- | ------------------------- |
| 1  | Norge    | MV  | Sondre Rossbach           |
| 2  | Norge    | F   | Espen Ruud                |
| 4  | Norge    | F   | Odin Bjørtuft             |
| 6  | Norge    | MF  | Magnus Lekven             |
| 7  | Norge    | MF  | Filip Rønningen Jørgensen |
| 9  | Kosovo   | A   | Flamur Kastrati           |
| 10 | Nigeria  | A   | Kachi                     |
| 11 | Färöarna | A   | Gilli Rólantsson          |
| 12 | Sverige  | MV  | Leopold Wahlstedt         |
| 13 | Norge    | F   | Kevin Egell-Johnsen       |

| Nr | Land    | Pos | Namn                    |
| -- | ------- | --- | ----------------------- |
| 14 | Norge   | MF  | Conrad Wallem           |
| 16 | Norge   | MF  | Joshua Kitolano         |
| 18 | Norge   | A   | Syver Aas               |
| 20 | Norge   | A   | Tobias Lauritsen        |
| 21 | Norge   | F   | Steffen Hagen           |
| 23 | Norge   | MF  | Solomon Owusu           |
| 25 | Norge   | F   | John Kitolano           |
| -  | Norge   | A   | Abel William Stensrud   |
| -  | Norge   | A   | Fenuel Temesgen Tewelde |
| -  | Serbien | MF  | Milan Jevtović          |